# アーン (映画)
『アーン』（原題：आन）は、1952年に公開されたインドの映画。メーブーブ・カーンが監督を務め、ディリープ・クマール、プレーム・ナート、ニンミーが出演している。インド映画初のテクニカラー作品であり、16ミリメートルのゲバカラーで撮影された。南インドではタミル語吹替版が公開された。
国内、海外で興行的に成功し、当時のインド映画興行記録第1位を記録した。28か国でそれぞれ17の言語字幕が付けられて公開され、イギリス、アメリカ合衆国、フランス、日本では初めて公開されたインド映画となった。映画はイギリスで高い評価を得た。

## キャスト
- ジェイ・ティラク - ディリープ・クマール
- シャムシェール・シン - プレーム・ナート（英語版）
- ラジシュレー - ナディラ（英語版）
- マンガラ - ニンミー（英語版）
- マハラジャ - ムラード（英語版）
- チャンダン - ムクリ（英語版）
- ダンサー - ククー・モレイ（英語版）

## 製作
本作はインド映画初のテクニカラー作品となり、350万ルピー（2017年の換算で2億6000万ルピーに相当）という当時としては巨額の製作費が投じられた。主要キャストにはディリープ・クマール、プレーム・ナート、ニンミーの人気俳優が起用されたが、もう一人の主要女性キャストの起用は難航した。当初はナルギスが検討されたが、彼女はR・K・スタジオの仕事に専念するため降板し、次に候補に挙がったマドゥバーラーは当時交際していたディリープの強い後押しがあったと言われているが、彼女も起用されることはなかった。最終的に監督のメーブーブ・カーンは新人女優を起用することに決め、ナディラを起用した。
編集段階のフィルムを鑑賞した出資者と配給会社の関係者は、「ニンミが演じるマンガラが死ぬのが早過ぎる」と抗議した。この抗議は人気女優のニンミの登場時間を長くしたい思惑からであり、彼らの要求に応える形で彼女の登場シーンが新たに追加された。

## 海外配給
『アーン』は多くの国にとって初めて公開されたインド映画となり、各国でそれぞれ17の言語字幕が付けられ28か国で公開された。イギリスとヨーロッパの配給はアレクサンダー・コルダが担当した。ロンドンで行われたプレミア上映にはメーブーブと彼の妻サダール・アフタール、ニンミが出席した。英語圏では「Savage Princess」のタイトルで上映され、メーブーブたちはエロール・フリンなど多くの俳優と交流した。その際、フリンがニンミーの手にキスをしようとして、「私はインドの女性です。それはできません!」と拒否されるハプニングがあり、メディアはニンミーを「unkissed girl of India」と報じた。このプレミア上映にはクレメント・アトリーも出席していた。
ニンミーが演じたマンガラは恋愛パートを担当するキャラクターではなかったが観客に大きなインパクトを与え、映画で最も人気を集めるキャラクターとなった。1954年にフランスで吹替版が公開された際、タイトルが「Mangala, fille des Indes」となりマンガラにスポットを当てたポスターが作られた。彼女は2013年のインタビューで、ロンドンプレミアに出席したセシル・B・デミルなどのハリウッド関係者から4件のオファーを受けたと語っている。また、デミルは映画に感動し、メーブーブに対してニンミーとナディラの演技を称賛した手紙を書いていたとも語っている。
日本では1954年1月に公開され、興行的な成功を収めている。

## 評価

### 興行収入
インド国内では1952年公開の映画で最高額の興行成績を収め、国内興行収入は2800万ルピー（2016年換算で35億6000万ルピーに相当）を記録した。国内純利益は1500万ルピーを記録し、1955年に『詐欺師』が公開されるまで興行記録を維持した。
海外市場でも高い興行収入を記録しており、28か国の合計興行収入は77万3060ルピー（16万2410ドル）を記録した。この金額は2016年換算で150万ドルに相当する。

### 批評
タイムズは好意的な意味を込めてハリウッドと比較し、「ハリウッドは、ハンサムなディリープと魅惑的なナディラの期待に応えることができない」と述べている。